# بويان تركوليا
بويان تركوليا (20 فبراير 1982) لاعب كرة قدم بوسني معتزل كان يجيد اللعب في مركز قلب الدفاع.

## روابط خارجية
- بويان تركوليا على موقع قاعدة بيانات كرة القدم.إي يو (الإنجليزية)
- بويان تركوليا على موقع Soccerway.com (الإنجليزية)
- بويان تركوليا على موقع عالم كرة القدم.نت (الإنجليزية)